# حسين الشربيني
حسين الشربيني أحمد الشربيني ويعرف باسمه الفني حسين الشربيني (16 نوفمبر 1935 - 14 سبتمبر 2007)، ولد بالقاهرة، أسرته من شربين الدقهلية.

## دراسته
بدأت علاقة حسين الشربيني بالفن وعمره 7 سنوات حيث لفت مدرس اللغة العربية نظر الفنان الراحل إلى موهبته في التمثيل لأدائه الجيد في قراءة المحفوظات إلى أن التحق بالجامعة في كلية الآداب جامعة القاهرة لدراسة الاجتماع وعلم النفس عام 1954. نصحه الدكتور رشاد رشدي الذي كان مشرفاً على الفرقة الفنية بكلية الآداب بضرورة الالتحاق في معهد الفنون المسرحية (مصر) حتى يصقل موهبته بالدراسة.

## مشواره الفني
وقد برزت موهبته الفنية في المرحلة الجامعية بشكل جيد مما دفع الدكتور «رشاد رشدي» المشرف الفني بالكلية في ذلك الوقت، إلى دفعه لدراسة الفنون المسرحية، وهو ما فعله الشربيني، ليتخرج من كلية الآداب عام 1958، ويحصل على بكالوريوس الفنون المسرحية عام 1960. كان حلم الشربيني، كما كان يقول، هو العمل في مهنة التدريس، إلا أنه فوجئ بقرار تعيينه في هيئة السكك الحديدية بمدينة أسيوط بصعيد مصر، وهو ما دفعه لترك العمل بعد 11 يوماً من تسلمه له، وليعود إلى القاهرة حيث التحق بالعمل صحافيا في جريدة «الجمهورية»، ثم مذيعا بالتلفزيون المصري عند افتتاحه مطلع الستينات.
إلا أن هوايته لعالم التمثيل غلبت عليه، فالتحق بالعمل في مسرح التلفزيون الذي قدم من خلاله عدداً من الأدوار من خلال مسرحيات مثل شقة للإيجار ومن أجل ولدي، وهي أدوار صغيرة ولكنها قدمته إلى الجمهور. عرف بعدها طريقه إلى عالم السينما من خلال عدد من الأدوار الصغيرة أيضاً في البداية. وكانت أول مشاركاته السينمائية في فيلم المارد عام 1964، والجزاء عام 1965، لتتوالى أعماله بعد ذلك من خلال 90 فيلما وهي عدد الأفلام التي شارك بها في السينما.
أعماله:

### من التمثيليات التلفزيونية
- طلقة رصاص بدور حسنين
- الحب والظلال
- السرداب
- أحلام الناس الغلابة

### من أفلامه
- أنا لا عاقلة ولا مجنونة
- اليتيم والذئاب (فيلم)
- الأفوكاتو
- عطشانة
- وزير في الجبس
- هرم للإيجار (فيلم)
- فيلمه الاشهر(جري الوحوش)

### من فوازيره
- المناسبات (1988)

### من مسلسلاته
- الأنصار (1986)

## التكريم
حصل حسين الشربيني على لقب فنان قدير من المسرح الحديث وكرّمه فاروق حسني وزير الثقافة ونال جائزتين سينمائيتين لأحسن ممثل دور ثان عن فيلمي «الرغبة» بطولة نور الشريف و«جري الوحوش» إخراج علي عبد الخالق في مهرجان القاهرة السينمائي الدولي كما حصل على جائزة أحسن ممثل في مهرجان القاهرة الثاني عشر للإذاعة والتليفزيون كما تم تكريمه في مهرجان زكي طليمات.

## آخر حياته
وكان قد تغيب عن عالم الفن أكثر من 5 سنوات بعد إصابته بكسر في مفصل القدم اليسرى، إثر اختلال توازنه عام 2002 عند استعداده لأداء فريضة الصلاة، كما كان يعاني مما يسمى بالأطراف العصبية في قدمه اليمنى، ولذلك كان يقضي أيامه الأخيرة مع زوجته وابنتيه سهى ونهى، وأيضاً في التقرب إلى الله والتفرغ للعبادة، وقد توفي في شهر رمضان وهو على مائدة الإفطار .

## وفاته
شيّعت جنازته ظهر يوم السبت 15 سبتمبر 2007 من مسجد رابعة العدوية بالقاهرة عن عمر يناهز 72 سنة.

## روابط خارجية
- حسين الشربيني على موقع IMDb (الإنجليزية)
- حسين الشربيني على موقع الدهليز
- حسين الشربيني على موقع قاعدة بيانات الأفلام العربية
- حسين الشربيني على موقع قاعدة بيانات الفيلم (الإنجليزية)